# Alexander von Patkul

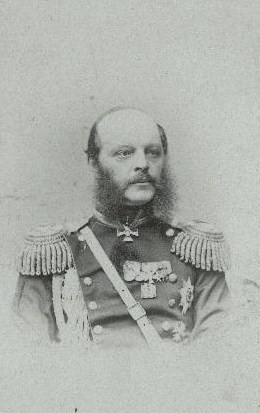
Alexander von Patkul

Alexander von Patkul (russisch Александр Владимирович Паткуль; * 2. Septemberjul. / 14. September 1817greg. in Zarskoje Selo; † 5. Augustjul. / 17. August 1877greg. bei ebd.) war ein russischer General der Infanterie.

## Leben

### Herkunft und Familie
Alexander entstammte dem deutsch-baltischen Adelsgeschlecht Patkul.
Seine Eltern waren der russische General der Infanterie Woldemar von Patkul (1782–1855) und Marie Elisabeth, geborene Freiin Arpshoven († 1819). Er vermählte sich 1841 mit Marie de Traversay (1822–1900), Tochter des russischen Admirals Jean-Baptiste Prévost de Sansac, Marquis de Traversay (1754–1831). Aus der Ehe sind 10 Kinder hervorgegangen.

### Werdegang
Patkul begann seine Laufbahn in der Kaiserlich Russischen Armee beim Pagenkorps in St. Petersburg. 1835 war er als Offizier der Garde dem Thronfolger zugeteilt. Als Secondeleutnant begleitete er den Prinzen auf seiner Bildungsreise in Russland und im Ausland und wurde mit 25. Juni 1839 zum Adjutanten des Kronprinzen ernannt. Patkul beteiligte sich 1840 an militärischen Operationen im Kaukasus, darunter bei Aktionen in Tuapse und Pzezwan. Am 19. Februar 1855 wurde er zum Generaladjutanten des Zaren ernannt, und am 17. April desselben Jahres wurde er durch seine Majestät zum Generalmajor à la suite befördert. Am 24. Mai 1855 wurde er zum Kommandeur des Pawlowsker Garderegiments ernannt, das damals in Wolkowysk in Garnison lag. Am 26. August beteiligte sich Patkul an der Krönungszeremonie von Kaiser Alexander II. Mit 12. November 1860 wurde er zum obersten Polizeibeamten von St. Petersburg ernannt und am 16. April 1861 zum Generalleutnant befördert. 1862 wurde er wegen einer Krankheit als Oberster Polizeibeamter verabschiedet, verblieb aber noch für zwei Jahre in der Position des Generaladjutanten. Am 18. März 1864 erhielt er den Befehl über die der 2. Grenadier-Division. Am 30. August 1869 wurde er noch zum General der Infanterie befördert und gleichzeitig zum Mitglieds des Kriegskonseils ernannt.

### Auszeichnungen
- Roter Adlerorden III. Klasse (1838)
- Österreichisch-kaiserlicher Leopold-Orden III. Klasse (1839)
- Kommandeur II. Klasse des Großherzoglich Hessischen Ludwigsordens (1839)
- Orden vom Zähringer Löwen, Ritterkreuz (1839)
- Orden der Württembergischen Krone, Ritterkreuz (1839)
- Russischer Orden der Heiligen Anna III. Klasse (1840), II. Klasse (1849), Kaiserkrone (1852); I. Klasse (1862)
- Königlich Preußischer St. Johanniter-Orden (1844)
- Orden vom Niederländischen Löwen (1844)
- Orden des Heiligen Wladimir IV. Klasse (1847); III. Klasse (1857), II. Klasse (1864)
- Sankt-Stanislaus-Orden I. Klasse (1859)
- Orden der Eisernen Krone II. Klasse (1853)
- Kaiserlich-Königlicher Orden vom Weißen Adler (1862)
- Alexander-Newski-Orden (1871), Diamanten (1875)